# Токофобија
Токофобија је значајан страх од порођаја. Ова фобија је најчешћи разлог зашто неке жене захтевају царски рез. Лечење се може постићи саветовањем.
Један чланак Британског часописа о психијатрији из 2000. године описао је страх од порођаја као душевну болест која добија премало пажње и често се превиђа.

## Знакови и симптоми
Фобија од порођаја, као и свака друга фобија, манифестује се кроз бројне симптоме укључујући кошмаре, проблеме са концетрацијом на послу или у породичним активностима, нападе панике и психосоматске поремећаје. Овај страх често мотивише жене да захтевају царски рез. Страх од болног порода је снажно повезано са страхом од бола уопште; ранији компликовани порођаји или неадеквантни лекови против болова могу узроковати да се развије фобија. Страх од трудноће сам по себи може проузроковати да жена избегава трудноћу, па чак, како контрацепцијска средства никад нису 100% ефикасна, да избегава сексуални однос или тражи хистеректомију.
Токофобија је узнемирујућа душевна болест коју здравствени радници могу превидети; као и друге специфичне фобије и анскиозни поремећаји, токофобија може бити повезана са депресијом и ПТСП. Препознавање токофобије и блиска веза са акушерима или другим медицинским специјалистима може помоћи у смањењу њене озбиљности и осигурању ефикасног лечења.

## Узрок
Разлози за токофобију могу бити комплексни. Жене се могу плашити за живот новорођенчета, могу се плашити непознатих и неизвесних трудова и порођаја. Може се десити да немају поверења у акушерске способности или се плаше да остану саме током порода.

### Примарна
Примарна токофобија је страх и дубоко утиснути ужас према рађању код жена које никад нису рађале. Може се појавити пред трудноћу, у трудноћи или у адолесценцији. Ово се може односити на искуство мајке или бити подстакнуто уколико је неко изложен порођају без адекватног објашњења у младим годинама. Такође, ово могу доживети жене које су сексуално злостављане или силоване; порођај може подсетити на трауме.

### Секундарна
Секундарна токофобија се јавља код жена које су прошле кроз порођај. Раније искуство у рађању можда је било трауматично или су доживеле неке друге узнемирујуће догађаје.

## Терминологија
Израз токофобија појавио се у медицинској литератури 2000. године. Реч потиче од грчких речи tokos, што значи "порођај" и phobos, што значи "страх".
Ова појава је такође позната и као "малеузиофобија", "партурифобија" и "локиофобија".